# Ведерников, Николай Иванович (архитектор)
Никола́й Ива́нович Веде́рников (15 декабря 1935, Шуварово, Мари-Турекский район, Марийская автономная область, Горьковский край, РСФСР, СССР ― 31 марта 2017, Йошкар-Ола, Россия) ― советский и российский архитектор. Главный художник г. Йошкар-Олы (1968―1989). Создатель Мемориального ансамбля воинской славы в г. Йошкар-Оле (1975).  Заслуженный деятель искусств Марийской АССР (1977). Лауреат Государственной премии Марийской АССР (1978).

## Биография
Родился 15 декабря 1935 года в деревне Шуварово ныне Мари-Турекского района Марий Эл.
В 1961 году окончил Чебоксарское художественное училище.
В 1961―1963 годах работал учителем черчения и рисования в школе п. Звенигово Марийской АССР.
В 1968 году окончил Высшее художественно-промышленное училище в Ленинграде. 
В 1968―1989 годах ― главный художник г. Йошкар-Олы.
В 1989―1998 годах ― художник-дизайнер Управления архитектуры и градостроительства Йошкар-Олы.
Скончался 31 марта 2017 года в г. Йошкар-Оле, похоронен на Туруновском кладбище.

## Вклад в развитие архитектуры
Преддипломную практику в 1969 году проходил в проектном институте «Марийскгражданпроект» (г. Йошкар-Ола).
Главное творческое достижение ― Мемориальный ансамбль Воинской славы, ставший одним из символов г. Йошкар-Олы. Тогда же предложил объединить уже созданный Монумент воинской славы и проектируемые им Аллею героев и монумент Вечного огня в единый архитектурно-художественный ансамбль. В 1974 году представил на всесоюзный конкурс два варианта ― на одном монумент Вечного огня был представлен в виде кургана (до 2007 года), а на другом ― на ровной плоскости (в настоящее время). В 1975 году на Всесоюзной выставке монументальных памятников, посвящённых XXX-летию Великой Победы, Мемориальный ансамбль воинской славы в Йошкар-Оле был признан одним из лучших (занял второе место).
В 1988 году стал автором «Концепции плана монументального, архитектурно-художественного оформления Йошкар-Олы». Он разрабатывал проекты архитектуры малых форм, оформил интерьер актового зала Марийского политехнического института имени М. Горького (1969), фасад, интерьер и экстерьер Дворца пионеров (1974―1978) и др. Является автором проекта праздничного оформления центральной площади и проспектов к 400-летию г. Йошкар-Олы (1984), создателем «Декоративного ключа г. Йошкар-Олы».
Известны и его скульптурные композиции на фольклорные мотивы: «Акпатыр», «Марийские мелодии», «Богатырь», «Марийская свадьба». Одной из своих любимых работ сам автор называл композицию «Гусляры». По мнению заслуженного художника России, народного художника Марий Эл И. Ямбердова, «в этих фигурах ― марийский национальный дух».
Являлся участником многих всесоюзных и международных выставок.
Ныне его работы хранятся в музеях России и за рубежом, организуются юбилейные выставки. Так, в 2010 и 2015 годах в Йошкар-Оле прошли его персональные выставки. 

## Признание
- Заслуженный деятель искусств Марийской АССР (1977)[1][3]
- Государственная премия Марийской АССР (1978)[1][3]
- Серебряная медаль ВДНХ (1975)[1][3][6]
- Почётная грамота Республики Марий Эл (1995)[1]